# مو خشک‌کن (فیلم)
مو خشک‌کن یا سشوار (به انگلیسی: Blow Dry) فیلمی محصول سال ۲۰۰۱ و به کارگردانی پدی برتناچ است. در این فیلم بازیگرانی همچون آلن ریکمن، ناتاشا ریچاردسون، ریچل گریفیتس، ریچل لی کوک، جاش هارتنت، بیل نای، رزماری هریس، هایدی کلوم، وارن کلارک، مایکل مک‌الاتون و دیوید بردلی ایفای نقش کرده‌اند.